# Grauwvuur
Grauwvuur is een voornamelijk in Vlaanderen gebruikte term voor een kolenstofexplosie: het ontploffen van steenkoolstof in een steenkoolmijn of in ruimten waar kolenstof aanwezig is zoals opslagplaatsen. Grauwvuur heeft eenzelfde effect als een mijngasontploffing.

## Toelichting

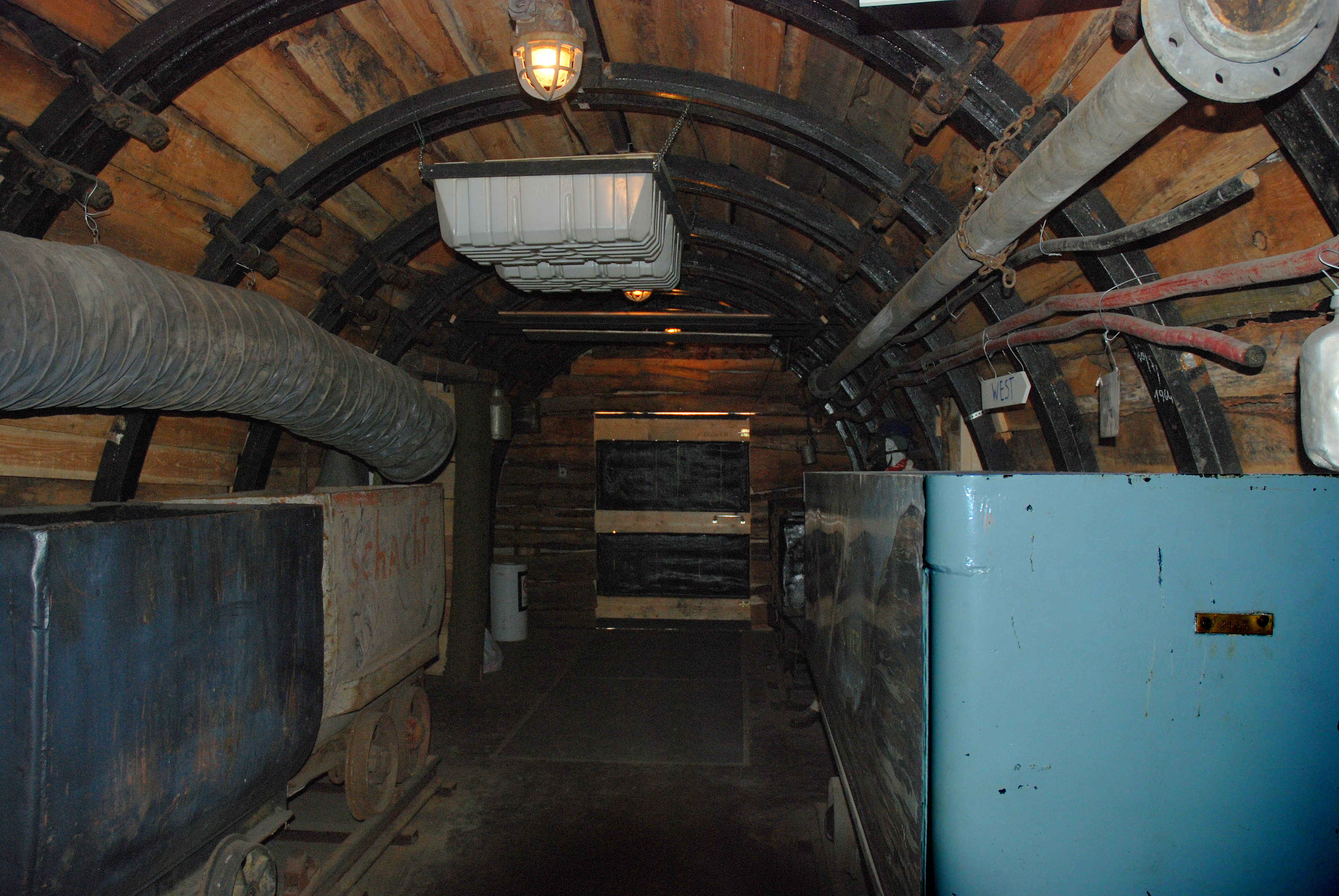
Reconstructie van een mijngang in het Mijndepot Waterschei met tegen het dak bakken gevuld met water ter voorkoming van de verspreiding van grauwvuur

Werkzaamheden in een mijn zorgen voor een aanwezigheid van kolenstof. Grauwvuur vereist een juist percentage kolenstof in de lucht en een ontsteking. Drieëndertig gram kolenstof en dertig percent vluchtige bestanddelen in een kubieke meter lucht zijn voldoende voor het ontstaan van grauwvuur. De ontsteker is vaak een mijngasontploffing of de steekvlam van de explosieven die onder meer gebruikt worden bij het front van een steengang. 
Grauwvuur is in staat om een mijn volledig te vernietigen. De slag van een ontploffing zorgt voor nog meer kolenstof zodat de ontsteking zich kan voortzetten en er een kettingreactie ontstaat. De mijnwerkers van de steenkoolmijn van Zwartberg kregen hier in 1952 mee te maken. 
De aard van de ontploffing van kolenstof is anders dan die van mijngas.

## Preventie
Het bestrijden van stof door het sproeien met water is een deel van de oplossing. Mijngangen worden afgesloten om de gevreesde kettingreactie te voorkomen. Aanvankelijk koos men voor het plaatsen van gemakkelijk kantelende planken, bedekt met gemalen kalksteen. De kalksteen verspreidt zich bij een explosie waardoor de concentratie van kolenstof afneemt. Dunwandige waterbakken, opgehangen aan het dak van de gang (zie foto) barsten bij een ontploffing; ze verdunnen ook de concentratie van stof en verlagen de temperatuur. Het bestrooien van de gangen op stofgevoelige plaatsen met poederkalksteen is een andere optie.

## Grauwvuur en de beeldende kunst
De Belgische beeldhouwer Constantin Meunier maakte in 1889 een beeld van een moeder die haar door een grauwvuurontploffing omgekomen zoon beweent. Dit beeld is een moderne pieta.